# پرباله‌ماهی گینه
پرباله‌ماهی گینه (نام علمی: Polypterus ansorgii) نام یک گونه از سرده پرباله‌ماهی است.